# Judô nos Jogos Olímpicos de Verão de 1988
O judô nos Jogos Olímpicos de Verão de 1988 foi realizado em Seul, na Coreia do Sul, com sete eventos disputados, todos masculinos. A categoria aberta foi retirada do programa olímpico. O Japão não conseguiu manter o topo do quadro de medalhas da modalidade pela primeira vez (em 1980 não participou dos Jogos) sendo superado por Coreia do Sul e Polônia.

## Eventos do judô
Masculino: até 60 kg | até 65 kg | até 71 kg | até 78 kg | até 86 kg | até 95 kg | acima de 95 kg

## Até 60 kg
| Pos. | País                  | Atletas             |
| ---- | --------------------- | ------------------- |
|      | Coreia do Sul (KOR)   | Kim Jae-yup         |
|      | Estados Unidos (USA)  | Kevin Asano         |
|      | Japão (JPN)           | Shinji Hosokawa     |
|      | União Soviética (URS) | Amiran Totikashvili |

## Até 65 kg
| Pos. | País                | Atletas          |
| ---- | ------------------- | ---------------- |
|      | Coreia do Sul (KOR) | Lee Kyung-keun   |
|      | Polônia (POL)       | Janusz Pawlowski |
|      | França (FRA)        | Bruno Carabetta  |
|      | Japão (JPN)         | Yosuke Yamamoto  |

## Até 71 kg
| Pos. | País                    | Atletas         |
| ---- | ----------------------- | --------------- |
|      | França (FRA)            | Marc Alexandre  |
|      | Alemanha Oriental (GDR) | Sven Loll       |
|      | Estados Unidos (USA)    | Mike Swain      |
|      | União Soviética (URS)   | Georgiy Tenadze |

## Até 78 kg
| Pos. | País                     | Atletas         |
| ---- | ------------------------ | --------------- |
|      | Polônia (POL)            | Waldemar Legien |
|      | Alemanha Ocidental (FRG) | Frank Wieneke   |
|      | Alemanha Oriental (GDR)  | Torsten Brechot |
|      | União Soviética (URS)    | Bashir Varayev  |

## Até 86 kg
| Pos. | País                  | Atletas            |
| ---- | --------------------- | ------------------ |
|      | Áustria (AUT)         | Peter Seisenbacher |
|      | União Soviética (URS) | Vladimir Shestakov |
|      | Japão (JPN)           | Akinobu Osako      |
|      | Países Baixos (NED)   | Ben Spijkers       |

## Até 95 kg
| Pos. | País                     | Atletas             |
| ---- | ------------------------ | ------------------- |
|      | Brasil (BRA)             | Aurélio Miguel      |
|      | Alemanha Ocidental (FRG) | Marc Meiling        |
|      | Grã-Bretanha (GBR)       | Dennis Stewart      |
|      | Bélgica (BEL)            | Robert van de Walle |

## Acima de 95 kg
| Pos. | País                    | Atletas           |
| ---- | ----------------------- | ----------------- |
|      | Japão (JPN)             | Hitoshi Saito     |
|      | Alemanha Oriental (GDR) | Henry Stöhr       |
|      | Coreia do Sul (KOR)     | Cho Yong-Chul     |
|      | União Soviética (URS)   | Gregoriy Verichev |

## Quadro de medalhas do judô
| Ordem | País                   | Medalha de ouro | Medalha de prata | Medalha de bronze | Total |
| ----- | ---------------------- | --------------- | ---------------- | ----------------- | ----- |
| 1     | KOR Coreia do Sul      | 2               | 0                | 1                 | 3     |
| 2     | POL Polônia            | 1               | 1                | 0                 | 2     |
| 3     | JPN Japão              | 1               | 0                | 3                 | 4     |
| 4     | FRA França             | 1               | 0                | 1                 | 2     |
| 5     | AUT Áustria            | 1               | 0                | 0                 | 1     |
| 5     | BRA Brasil             | 1               | 0                | 0                 | 1     |
| 7     | GDR Alemanha Oriental  | 0               | 2                | 1                 | 3     |
| 8     | FRG Alemanha Ocidental | 0               | 2                | 0                 | 2     |
| 9     | URS União Soviética    | 0               | 1                | 4                 | 5     |
| 10    | USA Estados Unidos     | 0               | 1                | 1                 | 2     |
| 11    | BEL Bélgica            | 0               | 0                | 1                 | 1     |
| 11    | GBR Grã-Bretanha       | 0               | 0                | 1                 | 1     |
| 11    | NED Países Baixos      | 0               | 0                | 1                 | 1     |